# Biografielijst Hj

## Hje
- Iben Hjejle (1971), Deens televisie- en filmactrice
- Ari Hjelm (1962), Fins voetballer en voetbalcoach
- Odd-Bjørn Hjelmeset (1971), Noors langlaufer

## Hjo
- Bror Hjorth (1894-1968), Zweeds schilder en beeldhouwer
- Maria Hjorth (1973), Zweeds golfster
- Søren Hjorth (1801-1870), Deens jurist, uitvinder en spoorwegpionier
- Hjörtur Hermannsson (1995), IJslands voetballer

## Hju
- Kasper Hjulmand (1972), Deens voetballer en voetbalcoach